# Iglesia de San Andrés (Sevilla)
La iglesia de San Andrés es un templo católico sede de una parroquia sevillana. Está ubicada en la plaza del mismo nombre. Su construcción data del siglo XIV y se desconoce el arquitecto autor del proyecto. Su estilo básico es gótico-mudéjar, con reformas de estilo barroco, llevadas a cabo por el arquitecto Pedro de Silva en el siglo XVIII.

## Ubicación
El templo se encuentra ubicado en la plaza de San Andrés, número 3 de Sevilla, en el centro histórico de la ciudad, el templo determina una manzana rectangular delimitada por las calles Daoiz y Angostillo, y las plazas de San Andrés y de Fernando Herrera.

## Exterior

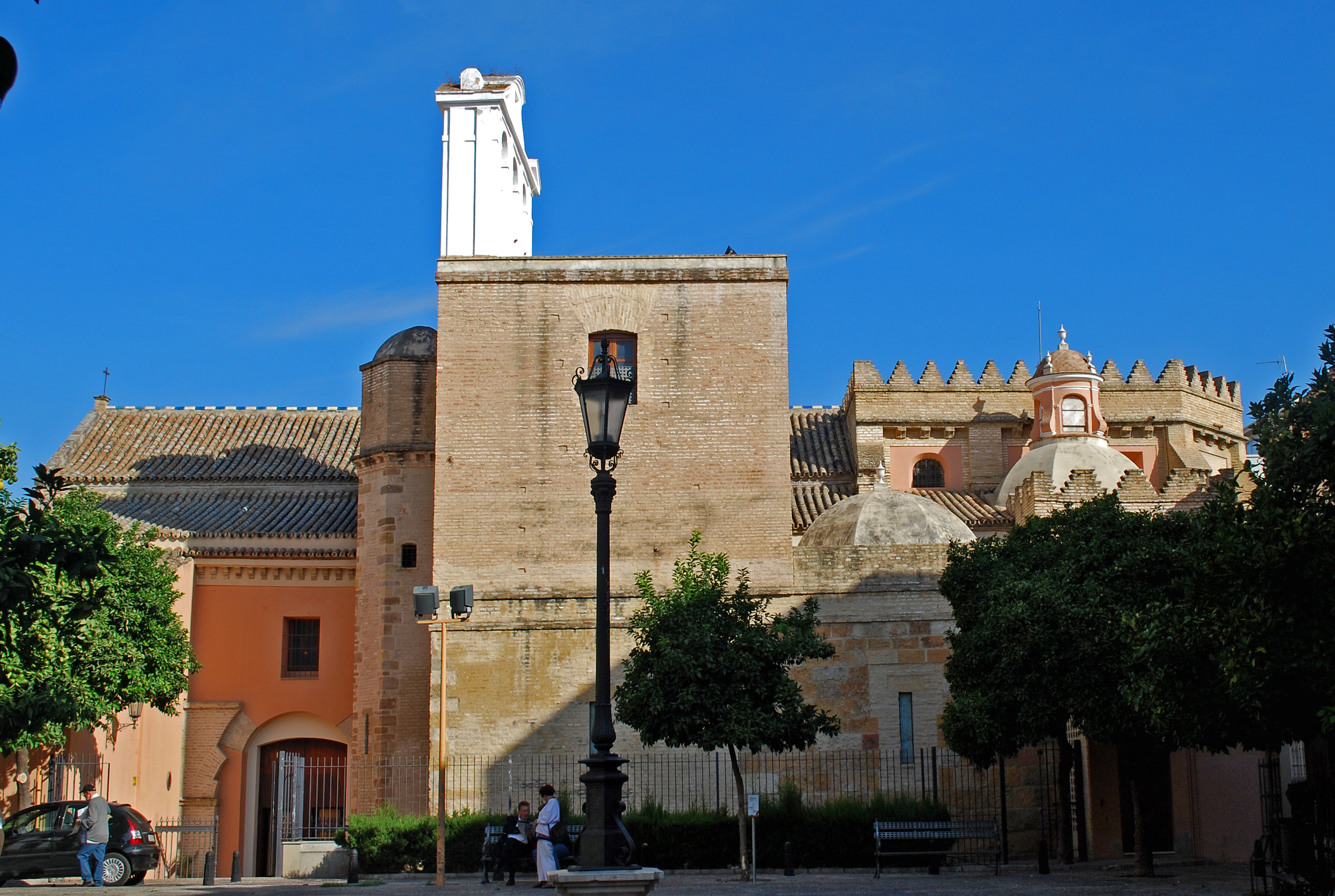
Vista exterior del templo.

### Portadas
El templo presenta tres portadas.

#### Portada principal
La portada principal, ubicada a los pies de la iglesia, es la que posee mayor interés. Responde a las trazas primitivas del templo, aunque ha sufrido intervenciones posteriores, y presenta un vano ojival abocinado. La arquivolta superior se decora en su rosca con puntas de diamantes. Sobre ella se sitúa una hornacina con la representación del Dios Padre. El conjunto se remata con una cornisa sostenida por canecillos en forma de cabezas de león.

#### Portada a la plaza de San Andrés
La portada que se abre a la plaza de San Andrés posee un vano de medio punto con pilastras toscanas molduradas. Está rematada por un frontón curvo roto, en cuyo centro se sitúa un vano de medio punto que cobija la imagen de la Inmaculada.

#### Portada de la epístola
La tercera portada, abierta en el muro de la nave de la epístola, es de sencilla traza. Presenta un vano con arco muy rebajado, encuadrado por pilastras toscanas. Se remata con un frontón triangular roto, en cuyo centro aparece un arquillo de medio punto con frontón mixtilíneo.

### Torre y ábside
También destacan en el exterior del templo el ábside y la torre. El ábside, que se ha mantenido exento, posee firmes contrafuertes. Entre ellos se abrían artísticos vanos ojivales, algunos de los cuales se encuentran cegados en la actualidad. El conjunto se remata mediante una cornisa con modillones de rollo y antepecho con pináculos curvilíneos.
La torre, por su parte, está ubicada sobre uno de los espacios cuadrados que conforman la capilla Sacramental. Su estructura es mudéjar, y posee una sencilla espadaña, de fecha posterior.

### Interior

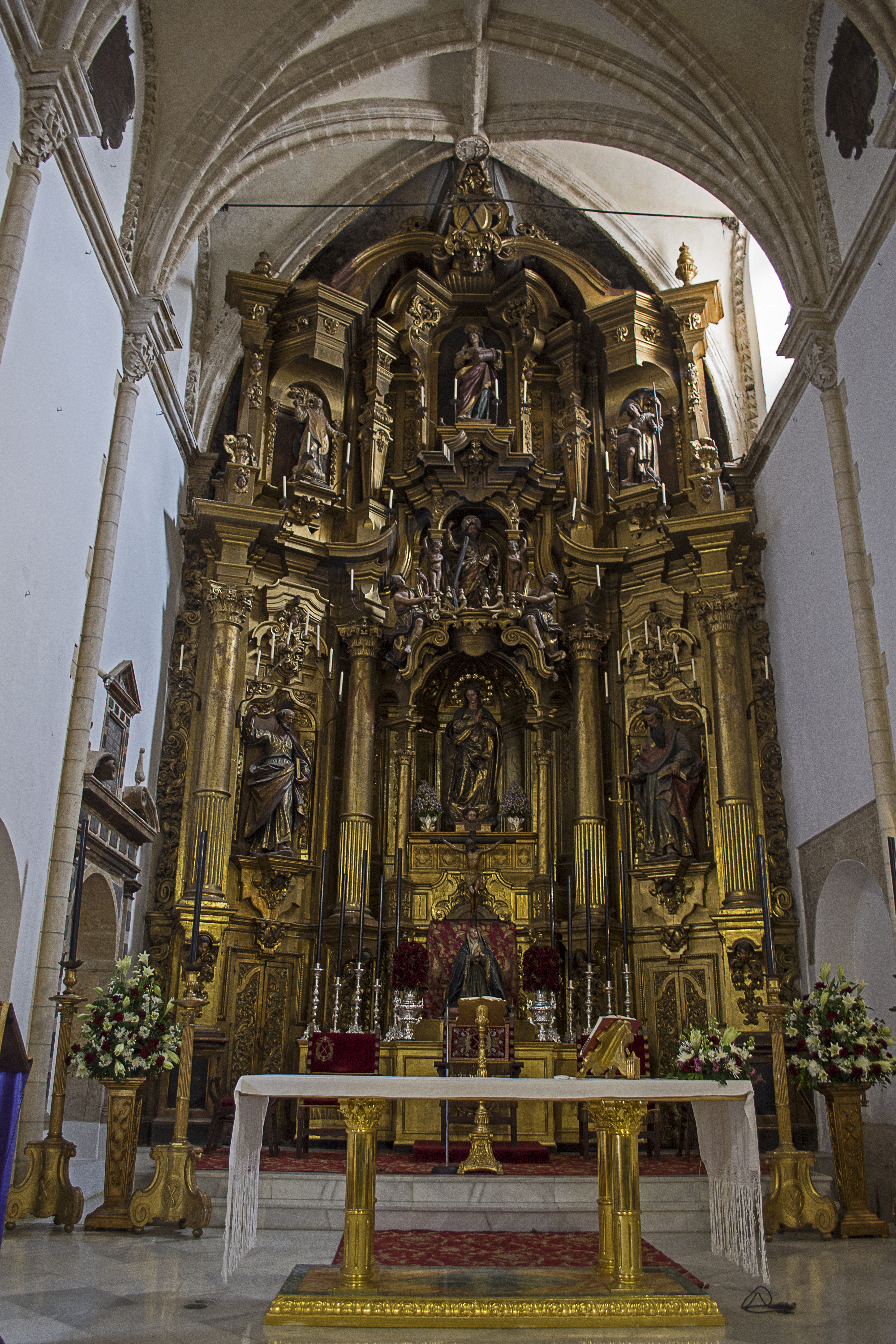
Retablo mayor de la iglesia de San Andrés (1732-1739), en el que destaca la inmaculada atribuida a Jerónimo Hernández que data de 1570.

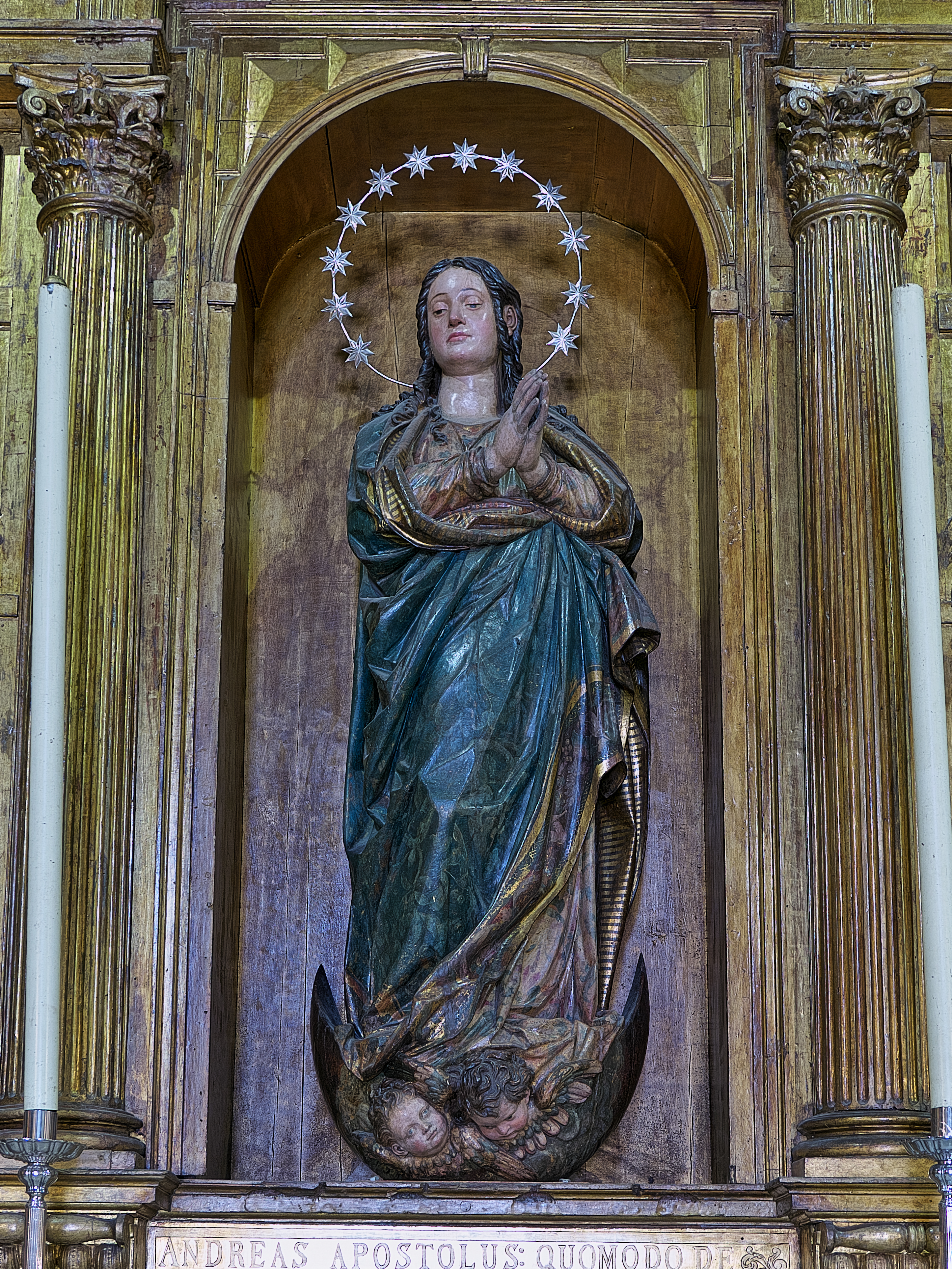
Inmaculada, Gaspar Núñez Delgado

La iglesia sigue el esquema parroquial sevillano de la Baja Edad Media. Posee planta rectangular con tres naves separadas por pilares de sección cruciforme que sostienen arcos formeros apuntados, y cabecera poligonal. La nave central, de doble anchura que las laterales, se cubre mediante una armadura de madera en forma de artesa, mientras que las lo hacen con techumbre de colgadizo.
El retablo mayor fue realizado por Felipe Fernández del Castillo y Benito de Hita y Castillo entre 1732 y 1739. Está formado por banco, cuerpo de tres calles y ático. En el centro del retablo destaca una escultura de la Inmaculada que se considera obra de Jerónimo Hernández de hacia 1570.
En el muro de la nave de la epístola se abren tres capillas:
- Capilla sacramental: posee dos tramos de planta cuadrada, cubiertos con bóvedas semiesféricas sobre trompas y rematadas en el exterior con almenas.
- Capilla de Santa Marta: de planta cuadrada, presenta en su muro izquierdo el acceso a la torre.
- Capilla bautismal: También de planta cuadrada, se cubre por medio de una bóveda de crucería simple muy apuntada, cuyas nervaduras arrancan de ménsulas en forma de cabezas.

En la nave del evangelio, por su parte, se encuentra la capilla del Sagrado Corazón, de planta cuadrada y cubierta con bóveda de paños sobre corona octogonal.
La nave mayor del templo queda diferenciada de la cabecera mediante unas escalinatas, que dan acceso al ábside, este presenta planta poligonal, posee tres tramos. Los dos primeros se cubren por medio de bóvedas de crucería sexpartitas, mientras que el tramo final recoge en sus nervaduras la terminación poligonal del ábside.
A ambos lados de la citada cabecera, y adosados a cada uno de sus lados, se ubican la sacristía y la antigua capilla sacramental. Este espacio se cubre con una interesante bóveda de paños sobre trompas. Ambas dependencias están comunicadas directamente con el ábside.

## Decoración interior
Destaca el retablo mayor de madera tallada, de estilo barroco, realizado a finales del siglo XVIII, presidido por una Inmaculada original de Jerónimo Hernández, realizada en 1570 y cuadros de Valdés Leal y de Juan de Roelas.

## Valdés Leal
El pintor Juan de Valdés Leal, fallecido el 15 de octubre de 1690, fue enterrado en esta iglesia.

## Hermandades
En la iglesia tienen su sede:

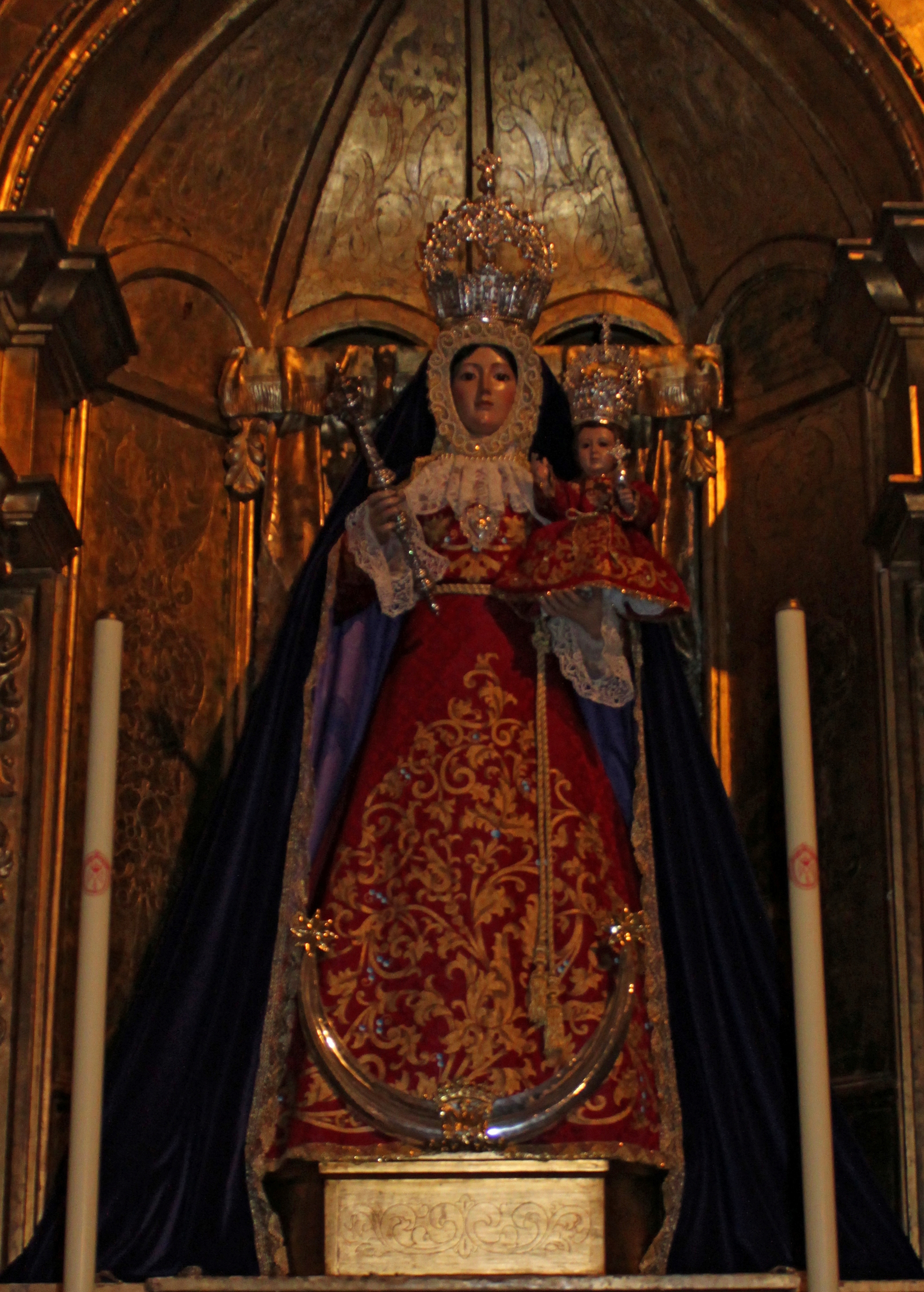
Virgen de Araceli, de Castillo Lastrucci.

- La Hermandad de Santa Marta, que procesiona durante Semana Santa, el Lunes Santo.
- La Hermandad de gloria de Nuestra Señora de Araceli, que procesiona el segundo sábado del mes de mayo.